# Lisa Bor
Lisa Bor (Amsterdam, 28 februari 1993) is een Nederlandse actrice. Ze is bekend van haar rol in Nieuwe Tijden. Ze maakte haar filmdebuut in de Italiaanse film Loro chi?

## Filmografie
- Loro chi? (2015, Mitra)
- Nieuwe Tijden (2016-2017, Carlijn Ros)[2]